# Наоки Мизунума
Наоки Мизунума (јап. 水沼直樹; 13. децембар 1996) јапански је пливач чија специјалност су све трке делфин стилом. 

## Спортска каријера
Међународну каријеру је започео током 2016. учешћем на митинзима пливачког светског купа, где је углавном пливао штафетне трке. 
На светским првенствима је дебитовао у корејском Квангџуу 2019. где је наступио у три дисциплине. У појединачној трци на 100 делфин успео је да се пласира у полуфинале које је окончао на деветом месту, а свега 0,01 секунда му је недостајала за пласман у финале. У трци на 50 делфин је заузео 22. место у квалификацијама, док је најбољи резултат остварио у финалу штафетне трке  на 4×100 мешовито коју је јапански тим окончао на четвртом месту. 